# Lazina Čička
Lazina Čička är en ort i Kroatien. Den ligger i den centrala delen av landet, 15 km sydost om huvudstaden Zagreb. Lazina Čička ligger 99 meter över havet och antalet invånare är 566.
Terrängen runt Lazina Čička är mycket platt. Runt Lazina Čička är det ganska glesbefolkat, med 48 invånare per kvadratkilometer. Närmaste större samhälle är Zagreb - Centar, 15,0 km nordväst om Lazina Čička. Trakten runt Lazina Čička består till största delen av jordbruksmark.